# Johannes Stadius

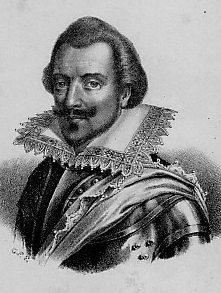
Johannes Stadius

Johannes Stadius oder Estadius (niederländisch Jan Van Ostaeyen; französisch Jean Stade) (* 19. April 1527; † 17. Juni 1579) war ein Astronom, Astrologe und Mathematiker aus Flandern.

## Leben
Jan Van Ostaeyen stammte aus Loenhout, weswegen er auch als Leonnouthesius bezeichnet wird. Er studierte Mathematik, Geographie und Geschichte an der Universität Löwen bei Gemma R. Frisius.  Tätig war er ab 1554 in Turin beim Herzog von Savoyen Emanuel Philibert, dann in Paris, Köln und Brüssel. In seinen Tabulae Bergenses (1560) bezeichnet er sich zudem als Hofmathematiker von Philipp von Spanien.
In Brüssel veröffentlichte er Ephemerides novae at auctae, herausgegeben von Arnold Birckmann, Köln, 1554.  Die Ephemeriden (griech. ephemeros, täglich) listen die Positionen der Gestirne auf.
Das Werk, das von Tycho Brahe und Nostradamus gelesen wurde, verknüpft Mathematik und Medizin. Stadius wurde dazu von seinem Lehrer Gemma Frisius ermuntert – er solle nicht wie Nicolaus Copernicus zögern, und keine Scheu haben, die veralteten Alfonsinische Tafeln zugunsten eigener Erkenntnisse aufzugeben.
Er starb in Paris, laut Grabinschrift am 17. Juni 1579 im Alter von 52 Jahren und fast 2 Monaten, weswegen das Geburtsdatum auf den 1. Mai 1527 geschätzt wurde.
Der Mondkrater Stadius wurde nach ihm benannt.